# Cal Carlo (Guissona)
Cal Carlo és una obra de Guissona (Segarra) inclosa a l'Inventari del Patrimoni Arquitectònic de Catalunya.

## Descripció
Edifici de tres plantes amb façana noucentista, construït amb pedra arrebossada i pintada. Es troba al carrer 11 de setembre i es pot contemplar des de les quatre façanes, ja que presenta dos jardins a banda i banda, un dels quals forma part de la casa.
L'edifici està dividit per carreus de pedra ben escairats en tres grans cossos verticals, els laterals guarden simetria entre ells i el central mostra una major magnificència. A la planta baixa hi ha una entrada principal amb arc de mig punt i una mènsula central, i dues grans portes rectangulars amb mènsules centrals que la flanquegen. A la primera planta un balcó central amb dues obertures semicirculars dividides per una columna, i dos balcons rectangulars amb barana de forja a banda i banda. Al segon pis es repeteix l'estructura anterior, a diferència que a les obertures laterals, en lloc de portes de balcó hi ha dues finestres rectangulars amb barana de forja.
L'edifici és coronat per un frontó amb un plafó rectangular al cos central i una balustrada de pedra amb gerros a les cantonades.